# Aham

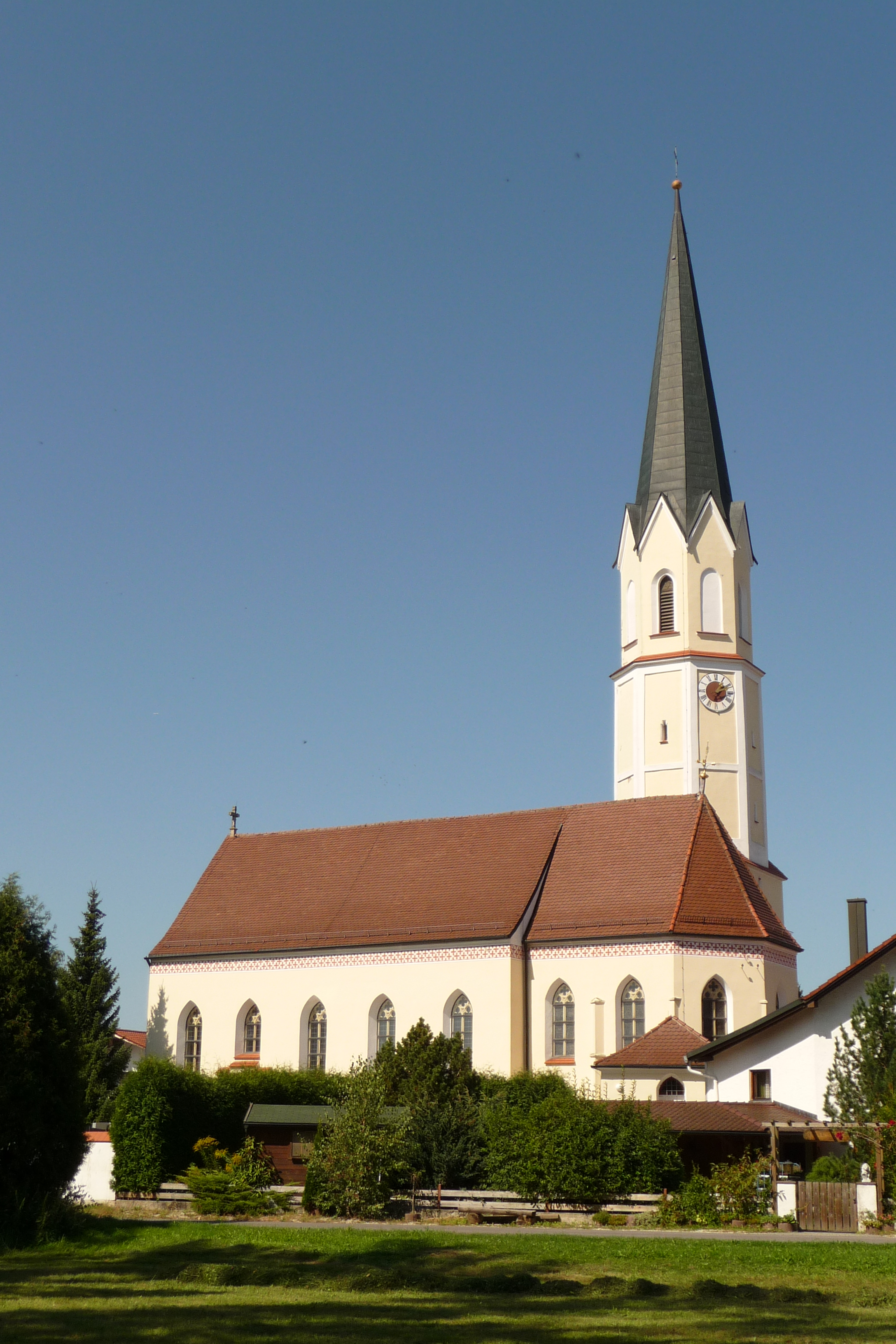
Die Filialkirche St. Ägidius

Aham ist eine Gemeinde im niederbayerischen Landkreis Landshut und Mitglied der Verwaltungsgemeinschaft Gerzen.

## Geografie

### Geografische Lage
Aham liegt im Tal der Vils etwa 25 Kilometer östlich von Landshut, 16 Kilometer südlich von Dingolfing und 12 Kilometer nordöstlich von Vilsbiburg.

### Nachbargemeinden
- Kröning
- Gerzen
- Schalkham
- Frontenhausen (Landkreis Dingolfing)
- Loiching (Landkreis Dingolfing)

### Gemeindegliederung
Es gibt 73 Gemeindeteile:
- Abensbach
- Aham
- Alram
- Berghofen
- Blamberg
- Buchloh
- Dreifaltigkeit
- Eglberg
- Eichmühle
- Engkofen
- Erling
- Ernstgraben
- Ferchenstauden
- Fürst
- Geigenberg
- Guntendorf
- Haag
- Haarpoint
- Hannsmal
- Hausberg
- Heiglberg
- Hermannsöd
- Hitzenberg
- Högl
- Holzen
- Hölzlberg
- Höslpoint
- Hustenöd
- Kalteis
- Kitzing
- Klein-Hermannsöd
- Kobel
- Lamprechtsöd
- Loizenkirchen
- Maieröd
- Mais
- Neuhausen
- Nöham
- Oberhausenthal
- Oberwinden
- Ödmann
- Oed
- Petzenberg
- Prosmering
- Rehpoint
- Reiher
- Reit
- Reithannerl
- Rieberseck
- Schachtenöd
- Schafhausen bei Nöham
- Schafhausen bei Wassing
- Schweibing
- See
- Seemannshof
- Sichartsreit
- Sommerauweber
- Staudach
- Stegmühle
- Steinberg
- Stidel
- Thalham
- Thalmann
- Unterhausenthal
- Unterwinden
- Vorderöd
- Wassing
- Wendeldorf
- Wieshäusl
- Wimm
- Winzersdorf
- Wolfsgrub
- Ziegelstadel

Es gibt die Gemarkungen Aham, Loizenkirchen und Neuhausen.

## Geschichte

### Bis zur Gemeindegründung
In Aham wurde zum Schutz gegen die Ungarneinfälle bereits um 900 eine Wasserburg an der Vils erbaut. Das Kirchdorf Aham erfuhr circa 1125 eine erste urkundliche Erwähnung unter dem Namen Aheheim. Dieser Siedlungsname weist auf ein fließendes Gewässer, Ahe, hin und bedeutet damit so viel wie „Heimstatt am Fluss“. Die Burg Ahaim ist wenigstens bis 1579 belegt. Aham gehörte den Grafen von Lerchenfeld. Der Ort war Teil des Kurfürstentums Bayern und bildete eine geschlossene Hofmark, deren Sitz Aham war. Im Zuge der Verwaltungsreformen in Bayern entstand mit dem Gemeindeedikt von 1818 die heutige Gemeinde. Neben Aham gehörten die Orte Dreifaltigkeit, Eichmühle, Erling, Ernstgraben, Ferchenstauden, Fürst, Haarpoint, Högl, Kalteis, Lamprechtsöd, Nöham, Oberhausenthal, Oed, Rehpoint, Reithannerl, Schafhausen, Schweibing, Sichartsreit, Sommerauweber, Steinberg, Thalham, Thalmann, Unterhausenthal, Wolfsgrub und Ziegelstadel zur Gemeinde. Gleichzeitig wurde in Aham ein Patrimonialgericht errichtet. 1833 kaufte Maximilian Graf von Montgelas, der einst mächtige Minister König Max I., die ehemalige Hofmark, deren Schloss sich bis 2009 im Besitz der Familie befand. Montgelas selbst wurde nach seinem Tod 1838 in der Gruft von Schloss Aham beigesetzt. Die letzten Reste der Adelsherrschaft wurden in der Revolution 1848 aufgehoben.

### Eingemeindungen
Die heutige Gemeinde Aham entstand am 1. April 1971 im Zuge der Gemeindegebietsreform durch den Zusammenschluss der Gemeinden Aham, Loizenkirchen und Neuhausen.

### Einwohner
Gemäß Bayerischem Landesamt für Statistik  haben sich die Einwohnerzahlen jeweils zum 31. Dezember eines Jahres wie folgt entwickelt:
| Stand | Einwohner |
| ----- | --------- |
| 1960  | 1706      |
| 1970  | 1640      |
| 1980  | 1711      |
| 1990  | 1877      |
| 1995  | 1963      |

| Stand | Einwohner |
| ----- | --------- |
| 2000  | 1965      |
| 2005  | 1941      |
| 2010  | 1906      |
| 2015  | 1958      |
| 2016  | 1928      |

| Stand | Einwohner |
| ----- | --------- |
| 2017  | 1929      |
| 2018  | 1912      |
| 2019  | 1916      |
| 2020  | 1891      |

Seit 1972, dem Jahr der Gemeindereform, hat sich die Einwohnerzahl bis 2015 um 311 Personen bzw. 18,88 Prozent erhöht.
| Alter         | Einwohneranteil |
| ------------- | --------------- |
| jünger als 18 | 17,8 %          |
| 18 bis 29     | 15,1 %          |
| 30 bis 49     | 26,8 %          |
| 50 bis 64     | 21,8 %          |
| älter als 65  | 18,5 %          |

## Politik
Acht Monate nach Kriegsende fanden am 27. Januar 1946 die ersten Gemeinderatswahlen in den kreisangehörigen Gemeinden Bayerns statt. In den Monaten April und Mai 1946 folgten dann noch die ersten Wahlen der Bürgermeister, Landräte sowie Kreistage. 2006 wurde das 60-jährige Jubiläum begangen.

### Gemeinderat
Der Gemeinderat besteht aus zwölf Personen. Das Ergebnis der Gemeinderatswahl am 15. März 2020 führte zu folgender Sitzverteilung im Gemeinderat (unverändert gegenüber 2014):
- Freie Wähler – 6 Sitze
- CSU – 4 Sitze
- Bürgerliste – 2 Sitze

### Bürgermeister
Bis 2014 bekleidete dieses Amt Elisabeth Kobold (CSU). Sie wurde bei den Kommunalwahlen 2008 in ihrem Amt bestätigt. Bei den Kommunalwahlen am 16. März 2014 wurde Jens Herrnreiter (Freie Wähler) als Nachfolger gewählt. Bei der Kommunalwahl 2020 erhielt er 57,3 % der gültigen Stimmen und war damit wiedergewählt.

### Verwaltung
Aham gehört zur Verwaltungsgemeinschaft Gerzen.
Die Gemeinde Aham ist Mitglied in folgenden Zweckverbänden:
- Gewässerunterhaltungszweckverband Landshut-Kelheim-Dingolfing-Landau
- Regionaler Planungsverband Landshut
- Schulverband Gerzen
- Zweckverband Kinderbildung und Betreuung Aham-Gerzen-Schalkham
- Zweckverband Wasserversorgung Isar-Vils
- Zweckverband zur Wasserversorgung Mittlere Vils

### Wappen
|  | Blasonierung: „Durch einen erhöhten silbernen Wellenbalken geteilt von Schwarz und Rot, unten ein silberner Balken, der mit einer schwarzen Leiste belegt ist, überdeckt von einem gesenkten silbernen Sparren, in dessen Spitze eine auffliegende rote Lerche.“ |
|  | |

## Kultur und Sehenswürdigkeiten
Die spätgotische Filialkirche St. Ägidius der Pfarrei Loizenkirchen aus dem 15. Jahrhundert wurde im 19. Jahrhundert im neugotischen Stil verändert. Einige Grabmäler stammen aus dem 16./17. Jahrhundert.
Das mittelalterliche Wasserschloss wurde im 16. bis 18. Jahrhundert umgestaltet. Es befand sich seit 1833 im Besitz der Grafen von Montgelas und war für die Öffentlichkeit nicht zugänglich. Im Jahr 2009 wurde es verkauft, nach der Komplettsanierung wird es nun seit dem 1. Januar 2012 als Gaststätte genutzt.

## Wirtschaft und Infrastruktur
Der Ort ist Sitz der Firma „F.W. Klever GmbH“, Hersteller des bekannten Produktes Ballistol.
2018 gab es im produzierenden Gewerbe 133 und im Bereich Handel, Verkehr, Gastgewerbe keine sozialversicherungspflichtig Beschäftigte am Arbeitsort. In sonstigen Wirtschaftsbereichen lag dieser Wert bei 25 Personen. Beschäftigte am Wohnort gab es 828. Im verarbeitenden Gewerbe (sowie Bergbau und Gewinnung von Steinen und Erden) gab es zwei Betriebe, im Bauhauptgewerbe einen.
In Folge einer entsprechenden Bewertung der Wirtschaftskraft der Gemeinde Aham sind die Schlüsselzuweisungen von 317.972 Euro im Jahr 2019 um 70,4 Prozent auf 541.820 Euro für das Jahr 2020 angestiegen.
| Zuweisungen an | Jahr    | Jahr    | Jahr    | Jahr    | Jahr    | Jahr    |
| Zuweisungen an | 2015    | 2016    | 2017    | 2018    | 2019    | 2020    |
| -------------- | ------- | ------- | ------- | ------- | ------- | ------- |
| Gemeinde Aham  | 519.352 | 394.564 | 565.416 | 255.764 | 317.972 | 541.820 |

### Land- und Forstwirtschaft
Im Jahr 2018 gab es im Bereich der Land- und Forstwirtschaft sowie Fischerei 14 sozialversicherungspflichtig Beschäftigte am Arbeitsort. Im Jahr 2016 bestanden zudem 73 landwirtschaftliche Betriebe mit einer landwirtschaftlich genutzten Fläche von insgesamt 2 993 ha. Davon waren 2 525 ha Ackerfläche und 468 ha Dauergrünfläche.
| Betriebsgröße in ha | Anzahl der Betriebe | Anzahl der Betriebe |
| Betriebsgröße in ha | 1999                | 2010                |
| ------------------- | ------------------- | ------------------- |
| unter 5             | 10                  | 2                   |
| 5 bis unter 10      | 14                  | 6                   |
| 10 bis unter 20     | 21                  | 14                  |
| 20 bis unter 50     | 43                  | 31                  |
| 50 oder mehr        | 12                  | 21                  |
| Gesamt              | 100                 | 74                  |

Die Viehwirtschaft hat in der Gemeinde Aham einen starken Anteil an der landwirtschaftlichen Produktion. 1999 hatten Schweine- und Rinderhaltung noch vergleichbare Größenordnungen. 1999 bis 2010 entwickelte sich die Haltung von Rindern mit minus 9,65&Prozent rückläufig, während der Bestand an Schweinen um 57 Prozent zulegte. Allerdings hat der Anteil des Milchviehs leicht zugenommen. Auch der Anteil an Hühnern bzw. Schafen nahm um 62 Prozent bzw. 162 Prozent zu.
| Tierart                                                    | Anzahl | Anzahl |
| Tierart                                                    | 1999   | 2010   |
| ---------------------------------------------------------- | ------ | ------ |
| Rinder                                                     | 5.752  | 5.197  |
| Milchkühe (bereits in der Gesamtzahl der Rinder enthalten) | 771    | 811    |
| Schweine insgesamt                                         | 6.557  | 10.323 |
| Hühner insgesamt                                           | 36.862 | 59.831 |
| Schafe                                                     | 282    | 738    |

### Wohnen und Bauen
| Ortsteil      | Wohnbauflächen ausgewiesene Baugebiete | unbeplanter Innenbereich | ausgewiesene gewerbliche Bauflächen | Ackerland |
| ------------- | -------------------------------------- | ------------------------ | ----------------------------------- | --------- |
| Aham          | 80 €                                   | 80 €                     | 35 €                                | 5,50 €    |
| Loizenkirchen | 80 €                                   | 80 €                     | 35 €                                | 5,50 €    |

### Bildung
2019 gab es folgende Einrichtungen:
- einen Kindergarten mit 50 Plätzen, der von 42 Kindern besucht wird
- eine vierzügige Grundschule mit drei Lehrern, die 60 Schüler unterrichten

## Persönlichkeiten
- Josef Altinger (1904–1943), ehemaliger römisch-katholischer Priester und später Nationalsozialist im Sicherheitsdienst des Reichsführers SS
- Johann Maier (1906–1945), Domprediger in Regensburg und NS-Opfer, wurde im Ortsteil Berghofen geboren.